# Mihály arkangyal-templom (Guraszáda)
A guraszádai Mihály arkangyal-templom műemlékké nyilvánított épület Romániában, Hunyad megyében. A romániai műemlékek jegyzékében a  HD-II-m-A-03323 sorszámon szerepel.